# Děkanství blanenské
Děkanství blanenské je územní část brněnské diecéze s centrem v Blansku. Zahrnuje 15 římskokatolických farností. Děkanství vzniklo v roce 1952 a nově bylo vymezeno při reformě členění brněnské diecéze k 1. červenci 1999.
Funkci děkana vykonával od 15. listopadu 1999 P. Václav Trmač, farář farnosti Jedovnice. K 1. srpnu 2025 jej na pozici děkana nahradil R. D. ICLic. Mgr. Jaroslav Čupr, farář farnosti Blansko.

## Seznam farností
| Farnost                     | Správce | Farní kostel          |
| --------------------------- | --- | --------------------- |
| Adamov                      | R. D. Mgr. Tomáš Mikula | sv. Barbory           |
| Babice nad Svitavou         | administrátor excurrendo, Bílovice nad Svitavou                                                                                    | sv. Jana Křtitele     |
| Blansko                     | R. D. ICLic. Mgr. Jaroslav Čupr | sv. Martina           |
| Bořitov                     | R. D. Mgr. Ing. Jan Klíma | sv. Jiří              |
| Černá Hora                  | administrátor excurrendo, Bořitov                                                                                                  | sv. Vavřince          |
| Dlouhá Lhota                | administrátor excurrendo, Bořitov                                                                                                  | sv. Bartoloměje       |
| Doubravice nad Svitavou     | administrátor excurrendo, Rájec nad Svitavou-Jestřebí                                                                              | sv. Jana Křtitele     |
| Jedovnice                   | R. D. ICLic. Václav Trmač | sv. Petra a Pavla     |
| Křtiny                      | R. D. Mgr. Bc. Metoděj Ján Lajčák, O. Praem.                                                                                       | Jména Panny Marie     |
| Lipovec u Blanska           | R. D. Mgr. Bc. Pavel Kuchyňa | Narození Panny Marie  |
| Ostrov u Macochy            | administrátor excurrendo, Lipovec u Blanska                                                                                        | sv. Maří Magdalény    |
| Petrovice u Blanska         | R. D. Mgr. Miroslav Němeček (administrátor in spiritualibus) administrátor excurrendo in materialibus, Rájec nad Svitavou-Jestřebí | sv. Petra a Pavla     |
| Rájec nad Svitavou-Jestřebí | R. D. Mgr. Jan Piler | Všech svatých         |
| Sloup v Moravském krasu     | R. D. Mgr. Ing. Karel Chylík | Panny Marie Bolestné  |
| Vysočany u Blanska          | administrátor excurrendo, Protivanov                                                                                               | sv. Cyrila a Metoděje |